# Felix Dessoff
Felix Otto Dessoff (14 de janeiro de 1835 - 28 de outubro de 1892) foi um maestro e compositor alemão.

## Biografia
Dessoff nasceu em Leipzig e ingressou no conservatório da cidade onde ele estudou composição, piano e condução com alguns dos mais famosos professores do período, incluindo Ignaz Moscheles (piano) e Moritz Hauptmann e Julius Reitz (composição). Ele estabaleceu sua reputação, primeiramente como maestro. Aos dezenove anos de idade, ele foi o diretor do teatro de Düssedorf e cinco anos depois oferido a ele a posição de diretor da Ópera da Corte de Viena. Ele deixou seu cargo em Viena em 1875. Em Viena, ele tornou-se professor do Conservatório de Viena. Ele também foi amigo de Johannes Brahms, fazendo, posteriormente, muitas estréias de trabalhos orquestrais do maestro. Ele compôs alguns de seus trabalhos na década de 1850 e no início da década de 1860. Ele, posteriormente, tornou-se o diretor da Casa de Ópera de Frankfurt. Sua amizade íntima com Brahms pode ser vista em cartas de 1878, quando Dessoff dedicou sua obra mais conhecida, seu Quarteto para Cordas Op.7 em F, para Brahms.
Dessoff morreu em Frankfurt em 1892. Sua filha, Margarete Dessoff, fundou o Coral Dessoff, quando ela estava na Cidade de Nova Iorque.